# هبه ابو ندا
هبه ابو ندا (عربی: هبة كمال أبو ندى؛ ۲۴ ژوئن ۱۹۹۱ – ۲۰ اکتبر ۲۰۲۳) شاعر، رمان‌نویس، متخصص تغذیه، و ویکی‌مدین فلسطینی بود. رمان او اکسیژن برای مردگان نیست در سال ۲۰۱۷ در جایزه شارجه برای خلاقیت عرب مقام دوم را کسب کرد او در جنگ ۲۰۲۳ اسرائیل و حماس در نوار غزه در حمله هوایی اسرائیل کشته شد.

## زندگی‌نامه
ابوندا در ۲۴ ژوئن ۱۹۹۱ در مکه، عربستان سعودی به دنیا آمد. او مدرک لیسانس بیوشیمی را از دانشگاه اسلامی غزه و مدرک کارشناسی ارشد را در رشته تغذیه بالینی از دانشگاه الازهر دریافت کرد.
او مدتی در مرکز خلاقیت روسول که با مؤسسه یتیمان الامل مرتبط بود، کار کرد. به گفته الایام، او «دغدغه عدالت، قیام‌های مرتبط با بهار عربی و واقعیت‌های زندگی فلسطینی‌های تحت اشغال را داشت.»

## مرگ
در ۲۰ اکتبر ۲۰۲۳، در جنگ اسرائیل و حماس، در جریان یک حمله هوایی توسط نیروی هوایی اسرائیل، که به خانه او در خان یونس در جنوب غزه انجام شد، کشته شد. او هنگام مرگ ۳۲ سال داشت.